# Caleb Houstan
Caleb Michael David Houstan (Mississauga, 9 de janeiro de 2003) é um jogador canadense de basquete profissional que atualmente joga no Orlando Magic da National Basketball Association (NBA).
Ele jogou basquete universitário na Universidade de Michigan e foi selecionado pelo Magic como a 32º escolha geral no draft da NBA de 2022.

## Carreira no ensino médio
Em seus primeiros três anos, Houstan frequentou a Montverde Academy em Montverde, Flórida. Em 17 de julho de 2020, Houstan anunciou que renunciaria ao último ano, se formaria no ensino médio mais cedo e se reclassificaria para a classe de 2021. Como calouro, ele ajudou a levar a equipe a um recorde de 22–3 e à semifinal do Campeonato Nacional. Em seu segundo ano, ele teve médias de 10 pontos, 3,5 rebotes e 1,2 assistências e levou a equipe a um recorde perfeito de 25-0. Ele foi o único não sênior a ser titular em uma equipe com jogadores talentosos como Scottie Barnes, Cade Cunningham, Moses Moody e Day'Ron Sharpe.

### Recrutamento
Em 30 de outubro de 2020, Houstan anunciou seu compromisso de jogar basquete universitário na Universidade de Michigan. Ele foi o segundo melhor jogador no estado da Flórida e foi classificado como o 14º melhor jogador do país de acordo com 247Sports, tornando-se o recruta com melhor classificação de Michigan na era moderna de recrutamento.
| Nome | Cidade Natal                                         | High school / College  | Altura             | Peso           | Data                  |
| --- | ---------------------------------------------------- | ---------------------- | ------------------ | -------------- | --------------------- |
| Caleb Houstan SF / SG | Mississauga, Ontario                                 | Montverde Academy (FL) | 6 ft 8 in (2.03 m) | 205 lb (93 kg) | 30 de outubro de 2020 |
| Caleb Houstan SF / SG | Ratings: Rivals: 247Sports: ESPN: ESPN grade: 96/100 |                        |                    |                |                       |
| Rankings: Rivals: 8º \| 247Sports: 14º \| ESPN: 8º |                                                      |                        |                    |                |                       |
| - Nota: Em muitos casos, Scout, Rivals, 247Sports e ESPN podem entrar em conflito em suas listas de altura e peso, nestes casos, a média foi obtida. As notas da ESPN estão em uma escala de 100 pontos. - Fonte: |                                                      |                        |                    |                |                       |

## Carreira universitária
Em 23 de fevereiro de 2022, Houstan marcou 21 pontos, o recorde de sua carreira, na vitória por 71-62 sobre Rutgers. Como calouro, ele teve médias de 10,1 pontos, quatro rebotes e 1,4 assistências. Após a temporada, Houstan se declarou para o draft da NBA de 2022.

## Carreira profissional

### Orlando Magic (2022–Presente)
Houstan foi escolhido pelo Orlando Magic como a 32º escolha geral no draft da NBA de 2022. Em 11 de julho de 2022, Houstan assinou um contrato de 4 anos e US$8.2 milhões com o Magic.
Em 19 de outubro, Houstan estreiou na NBA e registrou três rebotes e um bloqueios contra o Detroit Pistons. Em 28 de novembro, ele estreou como titular no lugar do lesionado Mo Bamba em um jogo contra o Brooklyn Nets e registrou três pontos e sete rebotes.

## Estatísticas da carreira

### NBA

#### Temporada regular
| Ano      | Equipe   | PJ  | PT | MPJ  | AP   | 3P   | LL   | RT  | AS | BR | TO | PPJ |
| -------- | -------- | --- | -- | ---- | ---- | ---- | ---- | --- | -- | -- | -- | --- |
| 2022–23  | Orlando  | 51  | 4  | 15.9 | .363 | .338 | .833 | 1.9 | .6 | .2 | .1 | 3.8 |
| 2023–24  | Orlando  | 59  | 13 | 13.8 | .388 | .373 | .808 | 1.4 | .5 | .3 | .1 | 4.3 |
| Carreira | Carreira | 110 | 17 | 14.8 | .375 | .355 | .820 | 1.6 | .5 | .2 | .1 | 4.0 |

#### Playoffs
| Ano  | Equipe  | PJ | PT | MPJ | AP   | 3P   | LL | RT | AS | BR | TO | PPJ |
| ---- | ------- | -- | -- | --- | ---- | ---- | -- | -- | -- | -- | -- | --- |
| 2024 | Orlando | 3  | 0  | 4.7 | .500 | .500 | —  | .7 | .0 | .0 | .0 | 1.0 |

### Universitário
| Ano     | Equipe   | PJ | PT | MPJ  | AP   | 3P   | LL   | RT  | AS  | BR | TO | PPJ  |
| ------- | -------- | -- | -- | ---- | ---- | ---- | ---- | --- | --- | -- | -- | ---- |
| 2021–22 | Michigan | 34 | 34 | 32.0 | .384 | .355 | .783 | 4.0 | 1.4 | .7 | .2 | 10.1 |